# Mistrzostwa Europy w Wioślarstwie 2008 – czwórka podwójna mężczyzn
Czwórka podwójna mężczyzn (M4x) – konkurencja rozgrywana podczas Mistrzostw Europy w Wioślarstwie 2008 w Atenach między 19 a 20 września.

## Harmonogram konkurencji
| Wydarzenie               | Runda      |
| ------------------------ | ---------- |
| Piątek, 19 września 2008 | Eliminacje |
| Piątek, 19 września 2008 | Repasaże   |
| Sobota, 20 września 2008 | Finał B    |
| Sobota, 20 września 2008 | Finał A    |

## Medaliści
| Złoto                                                               | Srebro                                                                    | Brąz                                                                             |
| Estonia · Allar Raja · Andrei Jämsä · Tõnu Endrekson · Jüri Jaanson | Niemcy · Markus Kuffner · Tim Bartels · Daniel Makowski · Rene Burmeister | Ukraina · Serhij Hryń · Wołodymyr Pawłowśkyj · Ołeh Łykow · Serhij Biłouszczenko |

## Wyniki

### Eliminacje
Reguła kwalifikacji: 1 → FA, 2.. → R

#### Eliminacje 1
| Miejsce | Zawodnik                                                                | Kraj      | Czas    | Uwagi |
| ------- | ----------------------------------------------------------------------- | --------- | ------- | ----- |
| 1       | Allar Raja Andrei Jämsä Tõnu Endrekson Jüri Jaanson                     | Estonia   | 5:48,06 | FA    |
| 2       | Markus Kuffner Tim Bartels Daniel Makowski Rene Burmeister              | Niemcy    | 5:50,82 | R     |
| 3       | Ante Kušurin Hrvoje Jurina Damir Martin Mario Vekić                     | Chorwacja | 5:51,39 | R     |
| 4       | Siergiej Stogow Aleksiej Swirin Aleksandr Korniłow Nikael Bikua-Mfantse | Rosja     | 5:58,02 | R     |
| 5       | Tomáš Karas Petr Vitásek Jakub Hanák David Jirka                        | Czechy    | 6:31,62 | R     |

#### Eliminacje 2
| Miejsce | Zawodnik                                                               | Kraj     | Czas    | Uwagi |
| ------- | ---------------------------------------------------------------------- | -------- | ------- | ----- |
| 1       | Serhij Hryń Wołodymyr Pawłowśkyj Ołeh Łykow Serhij Biłouszczenko       | Ukraina  | 5:53,47 | FA    |
| 2       | Piotr Licznerski Artur Śledzik Karol Niziołek Arnold Sobczak           | Polska   | 5:55,92 | R     |
| 3       | Kirył Lemiaszkiewicz Walery Radziewicz Paweł Szurmiej Dzianis Surawiec | Białoruś | 6:02,36 | R     |
| 4       | Adrián Juhász Dániel Szabó Áron Kelemen Domonkos Széll                 | Węgry    | 6:13,81 | R     |
| 5       | Hans Christian Sørensen Henrik Stephansen Steffen Jensen Rasmus Quist  | Dania    | 6:19,44 | R     |

### Repasaże
Reguła kwalifikacji: 1-2 → FA, 3... → FB

#### Repasaże 1
| Miejsce | Zawodnik                                                                | Kraj     | Czas    | Uwagi |
| ------- | ----------------------------------------------------------------------- | -------- | ------- | ----- |
| 1       | Markus Kuffner Tim Bartels Daniel Makowski Rene Burmeister              | Niemcy   | 6:09,66 | FA    |
| 2       | Siergiej Stogow Aleksiej Swirin Aleksandr Korniłow Nikael Bikua-Mfantse | Rosja    | 6:11,22 | FA    |
| 3       | Kirył Lemiaszkiewicz Walery Radziewicz Paweł Szurmiej Dzianis Surawiec  | Białoruś | 6:14,64 | FB    |
| 4       | Hans Christian Sørensen Henrik Stephansen Steffen Jensen Rasmus Quist   | Dania    | 6:16,92 | FB    |

#### Repasaże 2
| Miejsce | Zawodnik                                                     | Kraj      | Czas    | Uwagi |
| ------- | ------------------------------------------------------------ | --------- | ------- | ----- |
| 1       | Tomáš Karas Petr Vitásek Jakub Hanák David Jirka             | Czechy    | 6:09,95 | FA    |
| 2       | Ante Kušurin Hrvoje Jurina Damir Martin Mario Vekić          | Chorwacja | 6:10,66 | FA    |
| 3       | Piotr Licznerski Artur Śledzik Karol Niziołek Arnold Sobczak | Polska    | 6:11,94 | FB    |
| 4       | Adrián Juhász Dániel Szabó Áron Kelemen Domonkos Széll       | Węgry     | 6:18,85 | FB    |

### Finał B
| Miejsce | Zawodnik                                                               | Kraj     | Czas    | Uwagi |
| ------- | ---------------------------------------------------------------------- | -------- | ------- | ----- |
| 1       | Piotr Licznerski Artur Śledzik Karol Niziołek Arnold Sobczak           | Polska   | 5:52,99 |       |
| 2       | Hans Christian Sørensen Henrik Stephansen Steffen Jensen Rasmus Quist  | Dania    | 5:54,31 |       |
| 3       | Kirył Lemiaszkiewicz Walery Radziewicz Paweł Szurmiej Dzianis Surawiec | Białoruś | 5:54,52 |       |
| 4       | Adrián Juhász Dániel Szabó Áron Kelemen Domonkos Széll                 | Węgry    | 5:58,48 |       |

### Finał A
| Miejsce | Zawodnik                                                                | Kraj      | Czas    | Uwagi |
| ------- | ----------------------------------------------------------------------- | --------- | ------- | ----- |
|         | Allar Raja Andrei Jämsä Tõnu Endrekson Jüri Jaanson                     | Estonia   | 5:45,75 |       |
|         | Markus Kuffner Tim Bartels Daniel Makowski Rene Burmeister              | Niemcy    | 5:47,75 |       |
|         | Serhij Hryń Wołodymyr Pawłowśkyj Ołeh Łykow Serhij Biłouszczenko        | Ukraina   | 5:47,86 |       |
| 4       | Tomáš Karas Petr Vitásek Jakub Hanák David Jirka                        | Czechy    | 5:52,77 |       |
| 5       | Siergiej Stogow Aleksiej Swirin Aleksandr Korniłow Nikael Bikua-Mfantse | Rosja     | 5:56,07 |       |
| 6       | Ante Kušurin Hrvoje Jurina Damir Martin Mario Vekić                     | Chorwacja | 6:01,41 |       |